# Lotte World
Lotte World (koreanska: 롯데월드) är en park i Sydkorea.   Den ligger i kommunen Songpa-gu och provinsen Seoul, i den nordvästra delen av landet, i huvudstaden Seoul. Lotte World ligger 45 meter över havet.
Terrängen runt Lotte World är kuperad åt sydost, men åt nordväst är den platt. Runt Lotte World är det mycket tätbefolkat, med 8 045 invånare per kvadratkilometer. Närmaste större samhälle är Seoul, 12,2 km nordväst om Lotte World. Runt Lotte World är det i huvudsak tätbebyggt.